# Perrierosedum madagascariense
Perrierosedum es un género monotípico de planta suculenta perteneciente a la familia Crassulaceae. Su única especie: Perrierosedum madagascariense se encuentra en las laderas rocosas de los inselbergs en la provincia de Fianarantsoa de Madagascar.

## Taxonomía
Chiastophyllum oppositifolium fue descrita por (H.Perrier) H.Ohba y publicado en Journal of the Faculty of Science: University of Tokyo, Section 3, Botany 12(4): 166. 1978.
Sinonimia
- Sedum madagascariense H. Perrier	[2]